# Roncus tuberculatus
Espèce
Roncus tuberculatus est une espèce de pseudoscorpions de la famille des Neobisiidae.

## Distribution
Cette espèce est endémique d'Italie. Elle se rencontre en Ligurie et au Piémont dans le sud de la province de Coni.

## Publication originale
- Gardini, 1991 : Tre nuove specie di Roncus L. Koch, 1873 della Liguria occidentale. (Pseudoscorpionida Neobisiidae). Memorie della Societa Entomologica Italiana, vol. 70, no 1, p. 313-334.